# Lijst van voetbalinterlands Bosnië en Herzegovina - Ierland (vrouwen)
Deze lijst van voetbalinterlands is een overzicht van alle officiële voetbalinterlands tussen de nationale vrouwenteams van Bosnië en Herzegovina en Ierland. De landen hebben tot nu toe twee keer tegen elkaar gespeeld.

## Wedstrijden
| № | Plaats  | Datum       | Competitie           | Wedstrijd                       | Uitslag |
| - | ------- | ----------- | -------------------- | ------------------------------- | ------- |
| 1 | Dublin  | 18 mei 2003 | EK 2005 kwalificatie | Ierland − Bosnië en Herzegovina | 6 − 0   |
| 2 | Vogošća | 9 mei 2004  | EK 2005 kwalificatie | Bosnië en Herzegovina − Ierland | 1 − 4   |

## Samenvatting
| Competitie      | Totaal gespeeld | Winst Bosnië en Herzegovina | Gelijk | Winst Ierland | Doelsaldo Bosnië en Herzegovina – Ierland |
| --------------- | --------------- | --------------------------- | ------ | ------------- | ----------------------------------------- |
| EK-kwalificatie | 2               | 0                           | 0      | 2             | 1 − 10                                    |
| Totaal          | 2               | 0                           | 0      | 2             | 1 − 10                                    |